# Tramvajová doprava v Jekatěrinburgu

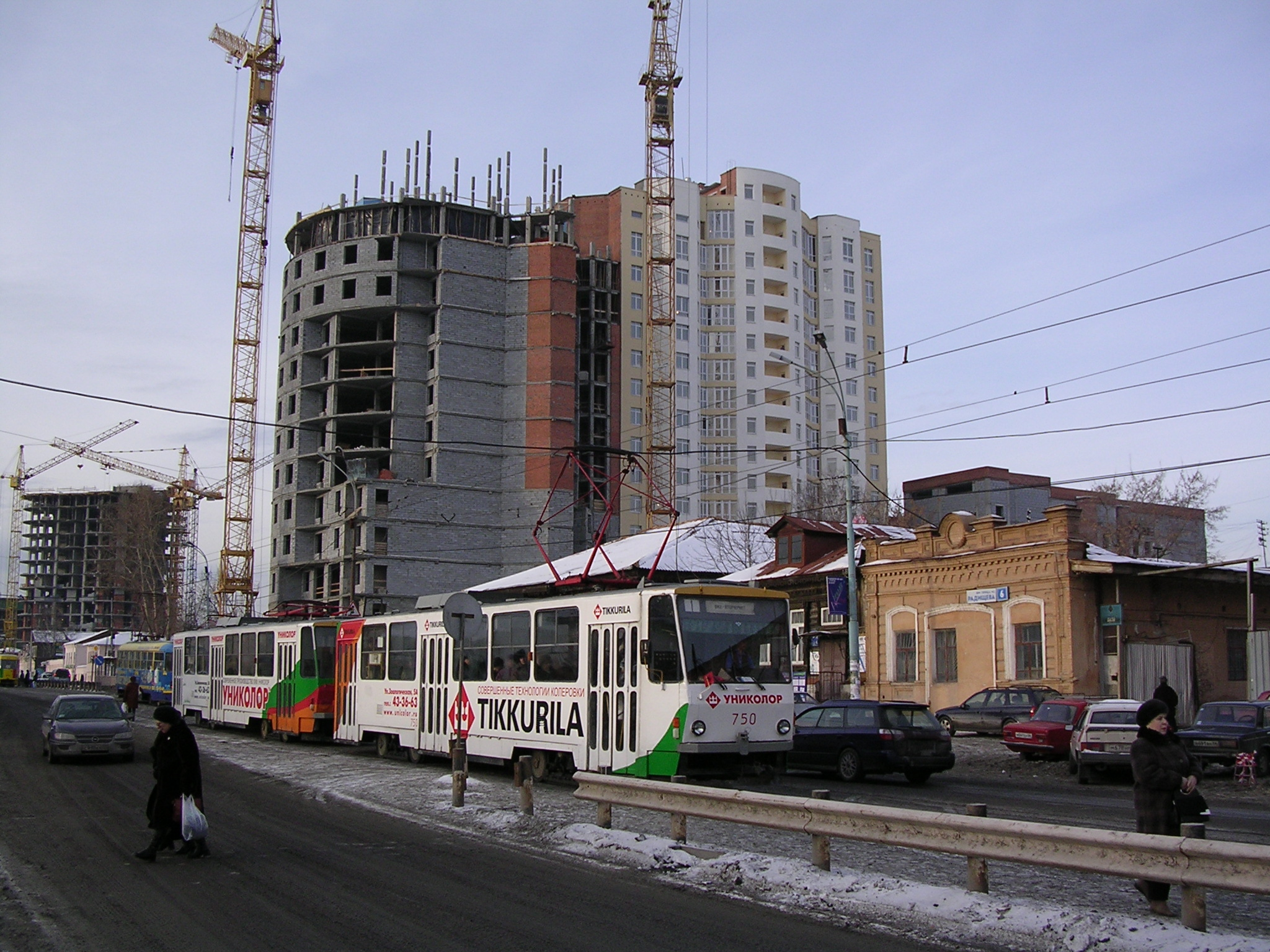
Jekatěrinburská tramvaj typu Tatra T6B5SU

Ruské velkoměsto Jekatěrinburg disponuje vlastní tramvajovou sítí. Tu doplňují též trolejbusy a metro. Stejně jako ve zbytku země je i zdejší tramvajový provoz širokorozchodný (1524 mm).
Místní síť tramvajové dopravy patří k těm větším; v roce 2001 zde sloužilo celkem 457 vozů. Celá síť má délku 78,9 km. Provoz tramvaje zahájily 7. listopadu 1929 (otevřen první úsek), o tomto druhu dopravy se v Jekatěrinburgu začalo mluvit ale již v roce 1896, kdy k městskému zastupitelstvu dorazil první z návrhů. 
Většinu vozového parku tvoří tramvaje typu Tatra T3 dovezené z bývalého Československa. Přesto zde také jezdí i některé méně obvyklé typy tramvají, jako například přes šedesát domácích vozů typu Spektr (zařazovány do provozu v druhé polovině 90. let 20. století). Právě zde, v Jekatěrinburgu, jsou Spektry zastoupeny v porovnání s ostatními městy zcela dominantně.